# آرا سارگسیان
آرا میهرانی سارگسیان (ارمنی: Արա Միհրանի Սարգսյան؛ زاده ۷ آوریل ۱۹۰۲ – درگذشته ۱۳ ژوئن ۱۹۶۹) مجسمه‌ساز اهل ارمنستان بود.

## زندگی‌نامه
سارگسیان در ۷ آوریل ۱۹۰۲ در روستای ارمنی‌نشین ماکری (Մաքրի) در نزدیکی کنستانتینوپل به دنیا آمد وی مدرسه محلی ارمنی را به اتمام رسانید سپس در مدرسه هنری کنستانتینوپل زیر نظر مجسمه‌ساز سرشناس یرواند ووسکان آموزش دید. در سال ۱۹۲۰ به آتن، یونان و دیرتر به رم و وین نقل مکان نمود جایی که وی تا سال ۱۹۲۵ آموزش مجسمه‌سازی دید. وی در سال ۱۹۲۵ به جمهوری شوروی سوسیالیستی ارمنستان نقل مکان نمود. وی همچنین برندهٔ جوایزی همچون جایزه هنرمند مردمی اتحاد جماهیر شوروی(۱۹۶۳)، مدال دفاع از قفقاز شده‌است. سارگسیان در ۱۳ ژوئن ۱۹۶۹ در سن ۶۷ سالگی در ایروان درگذشت.

## نگارخانه

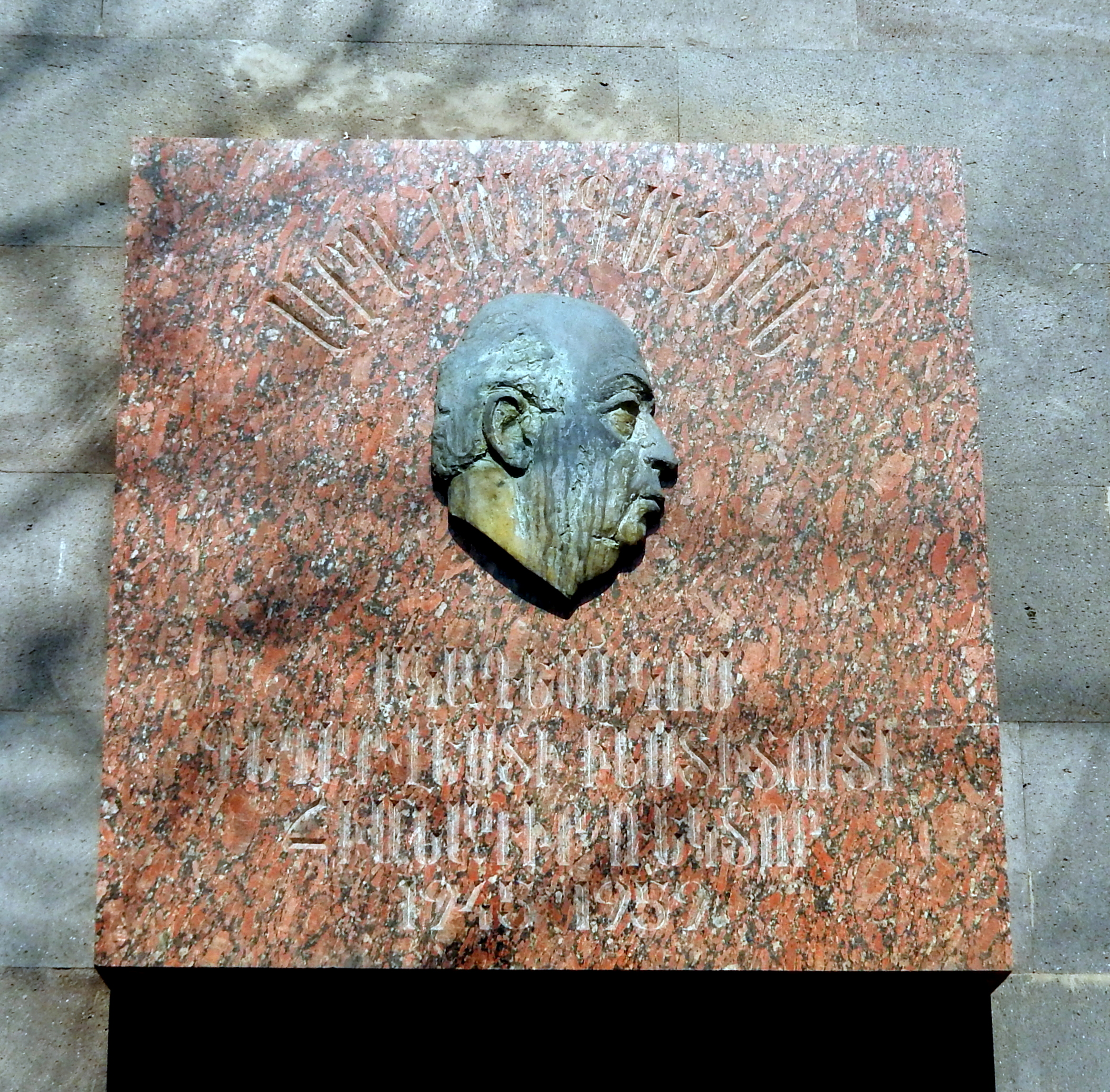
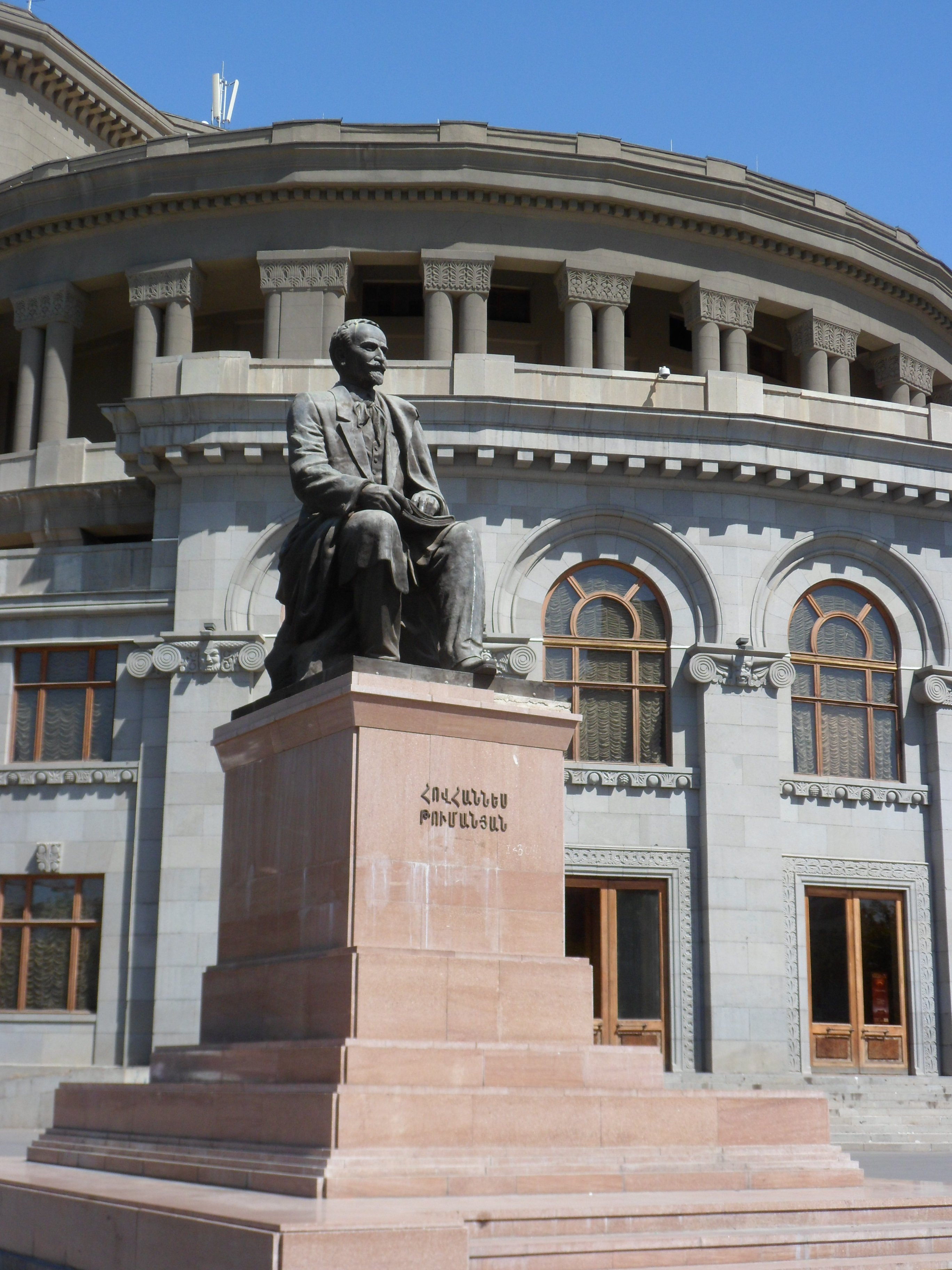
Հովհաննես Թումանյանի հուշարձանը
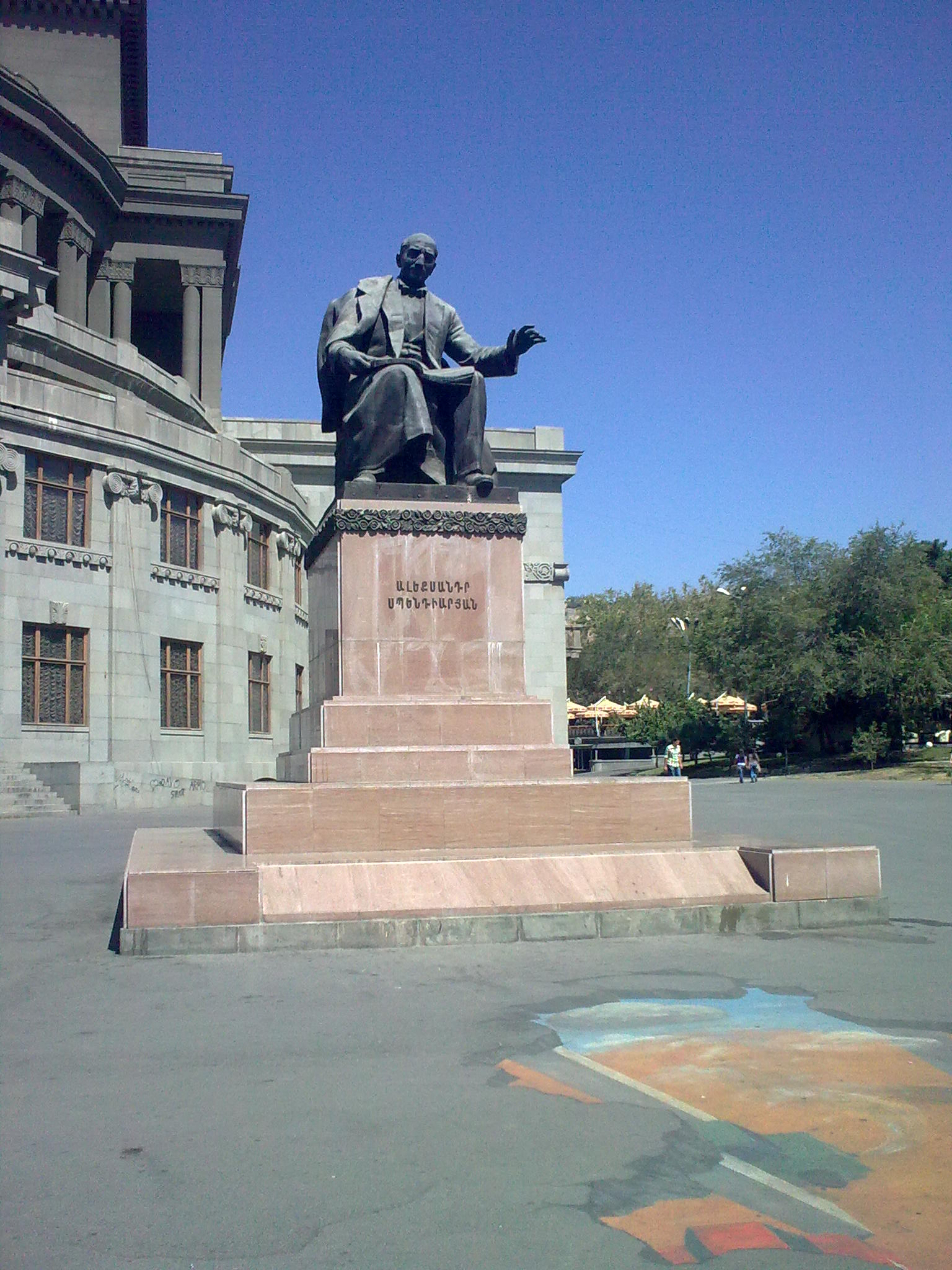
Ալեքսանդր Սպենդիարյանի հուշարձանը
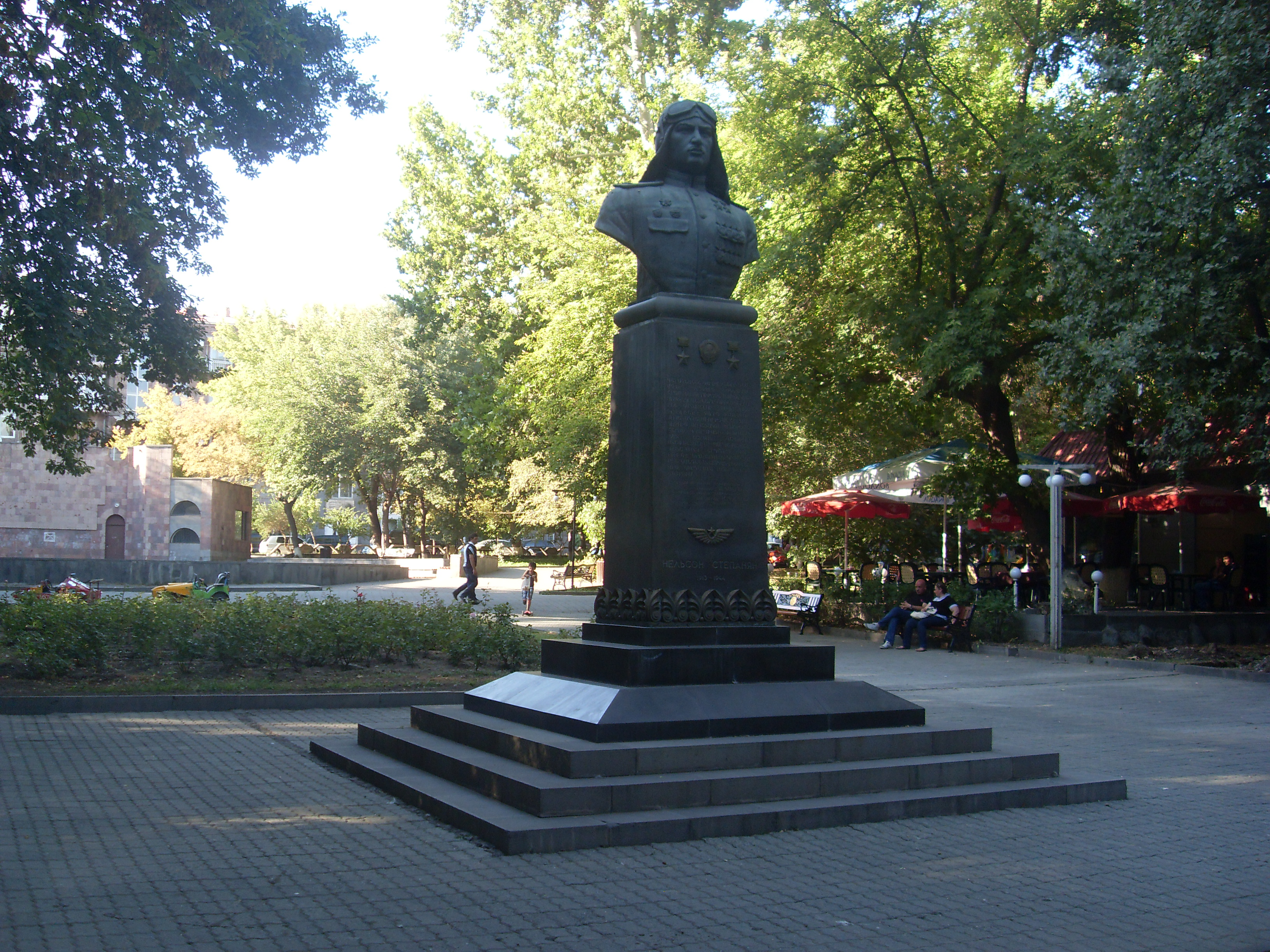
Նելսոն Ստեփանյանի կիսանդրին
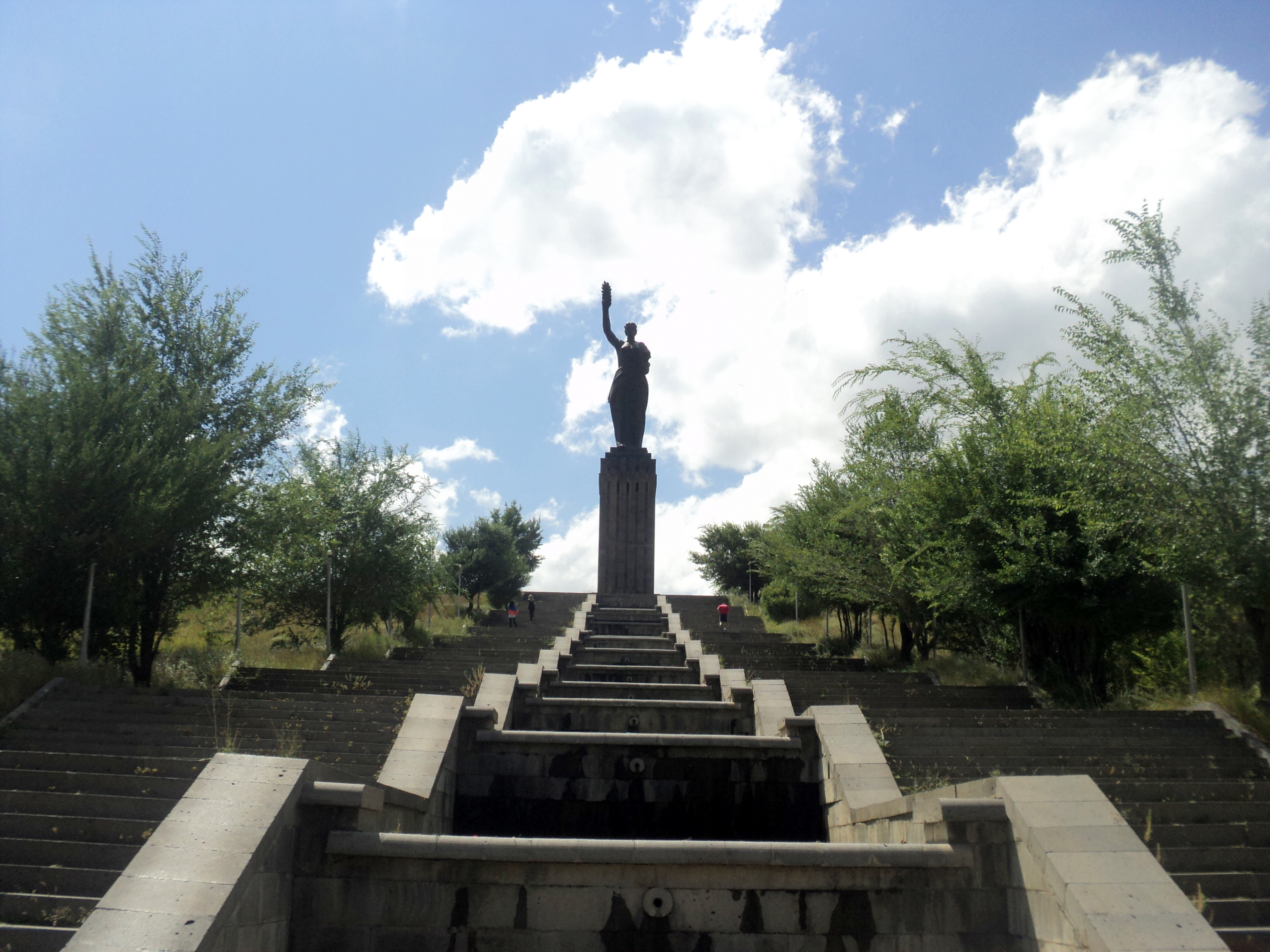
Մայր Հայաստան (հուշարձան, Գյումրի)
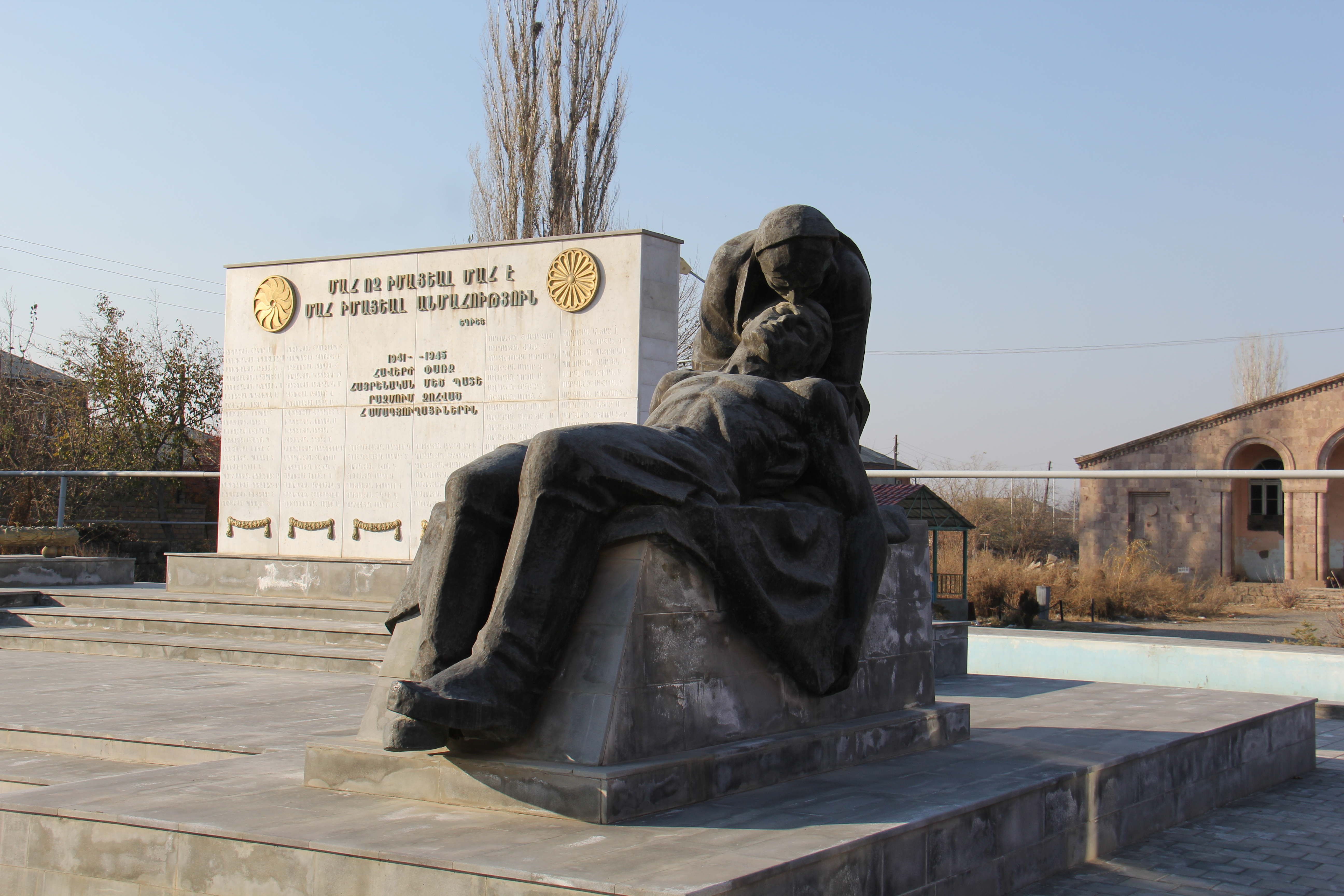
Զոհված զինվորի հիշատակին, ۱۹۶۸թ., Ջանֆիդա գյուղ, բրոնզ-տուֆ, ۳۶۰*۲۶۰*۱۵۰/քանդակագործ Արա Սարգսյան/ճարտարապետ` Արմեն Սարգսյան